# Indigastrum costatum
Indigastrum costatum là một loài thực vật có hoa trong họ Đậu. Loài này được (Guill. & Perr.) Schrire mô tả khoa học đầu tiên.